# Павлов, Дмитрий Николаевич
Дми́трий Никола́евич Па́влов (25 апреля [8 мая] 1902, Шихраны, Казанская губерния — 7 апреля 1965, Алма-Ата) — советский военачальник, генерал-майор (17.01.1944).

## Биография
Родился в 1902 году в Шихранах (ныне — Канаш). Член КПСС с 1928 года.
С 1919 года — на военной службе, общественной и политической работе. В 1919—1920 гг. — участник Гражданской войны, на командных должностях в Рабоче-Крестьянской Красной Армии, участник боёв на Китайской Восточной железной дороге, участник боёв на Халхин-Голе, участник Великой Отечественной войны, командир 99-й кавалерийской дивизии. С 10 октября 1943 года — командир 8-й гвардейской кавалерийской дивизии. Генерал-майор (17.1.1944). 
После войны на командных должностях в Советской Армии. С августа 1945 по апрель 1947 года командовал 10-й гвардейской механизированной дивизией. 
Позднее — военный комиссар Казахской ССР.
Избирался депутатом Верховного Совета Казахской ССР 4-го, 5-го и 6-го созывов.
Умер 7 апреля 1965 года, похоронен на Центральном кладбище Алма-Аты.